# Rose Leslie
Rose Eleanor Arbuthnot-Leslie (* 9. února 1987 Aberdeen), známá jako Rose Leslie, je skotská herečka. Známá je díky roli Ygritte ve fantasy seriálu Hra o trůny.

## Mládí
Leslie se narodila v Aberdeenu, a předtím, než se přestěhovala do Anglie kvůli škole, vyrůstala na Lickleyheadském hradě, který patří její rodině. Jejím otcem je Sebastian Arbuthnot-Leslie, Rose je třetí z pěti dětí. Její rodiče vlastní v Aberdeenshire hrad Warthill pocházející ze 12. století.
Vystudovala střední školu v Aberdeenshire a poté soukromou Millfield School v Anglii. Strávila také tři roky na London Academy of Music and Dramatic Art, kde roku 2008 získala bakalářský titul.
V roce 2012 začala chodit s Kitem Haringtonem, který v seriálu Hra o trůny ztvárnil Jona Sněha. 27. září 2017 pár oznámil zasnoubení a 23. června se v kostele v Aberdeenshire vzali. V únoru 2021 se jim narodil syn, v létě 2023 následovala dcera.

## Kariéra
Leslie debutovala v roce 2009 v televizním filmu New Town, za který získala Scottish BAFTA za nejlepší herecký výkon. V září a říjnu 2010 vystupovala v Globe Theatre ve hře Nella Leyshona Bedlam. V první řadě televizního dramatu Panství Downton hrála služebnou Gwen Dawsonovou. Roku 2012 se ujala role divoké Ygritte ve fantasy seriálu Hra o trůny stanice HBO. V říjnu 2013 oznámila, že bude hrát ve druhé řadě konspiračního dramatického seriálu Utopia. Účinkovala také dramatu The Great Fire stanice ITV.

## Filmografie

### Film
| Rok  | Název                     | Role           | Poznámky                          |
| ---- | ------------------------- | -------------- | --------------------------------- |
| 2009 | New Town                  | Rhian          | BAFTA Scotland Award – New Talent |
| 2012 | Teď a tady                | Fiona          |                                   |
| 2014 | Honeymoon                 | Bea            |                                   |
| 2015 | Poslední lovec čarodějnic | Chloe          |                                   |
| 2016 | Návrat domů               | Athena         |                                   |
| 2016 | Morgan                    | Amy Menser     |                                   |
| 2022 | Smrt na Nilu              | Louise Bourget |                                   |

### Televize
| Rok        | Název               | Role                    | Poznámky                                          |
| ---------- | ------------------- | ----------------------- | ------------------------------------------------- |
| 2008       | Vězněm v cizině     | Kim                     | díl: „Lima“                                       |
| 2010, 2015 | Panství Downton     | Gwen Dawson             | hlavní role (1. řada), hostující role (6. řada)   |
| 2011       | Case Histories      | Laura Wyre              | 2 díly                                            |
| 2012       | Vera                | Lena Holgate            | díl: „The Ghost Position“                         |
| 2012–2014  | Hra o trůny         | Ygritte                 | vedlejší role (2. řada), hlavní role (3.-4. řada) |
| 2014       | Utopia              | Milner                  | díl 2.1                                           |
| 2014       | Blandings           | Niagra Donaldson        | díl: „Custody of the Pumpkin“                     |
| 2014       | The Great Fire      | Sarah Farriner          | televizní krátkometrážní film                     |
| 2015       | Luther              |                         | 2 díly                                            |
| 2016       | Revolting Rhymes    | Červená Karkulka (hlas) | 2 díly                                            |
| 2017–2019  | Dobrý boj           | Maia Rindell            | hlavní role (1.-3. řada)                          |
| 2019       | Saturday Night Live | Samu sebe               | díl: „Kit Harington/Sara Bareilles“               |
| 2021       | Vigil               | Kirsten Longacre        | mini-série, 6 dílů                                |
| 2022       | Zakletý v čase      | Clare Abshire           |                                                   |